# Anton Frisch (Politiker, 1889)
Anton Frisch (* 22. Juni 1889 in Wien; † 23. März 1963 ebenda) war ein österreichischer Politiker (ÖVP), Lehrer, Professor an einer Lehrerbildungsanstalt sowie  Bezirks- und Landesschulinspektor für das Burgenland. Er war von 1945 bis 1946 Landesrat im Burgenland, von 1945 bis 1953 Abgeordneter zum Nationalrat und von 1953 bis 1956 Mitglied des Bundesrates sowie im zweiten Halbjahr 1955 dessen Vorsitzender.

## Ausbildung und Beruf
Frisch besuchte die Volksschule und setzte seine Ausbildung danach an der Bürgerschule fort. Er absolvierte danach eine Lehrerbildungsanstalt, wo er sich zum Volksschullehrer ausbilden ließ. Zudem studierte er an der Universität Wien sechs Semester Staatswissenschaften. Frisch arbeitete als Volk- und Bürgerschullehrer und unterrichtete in der Folge auch als Professor an einer Lehrerbildungsanstalt. Später wurde er Bezirksschulinspektor sowie Landesschulinspektor für das Burgenland. Ihm wurde der Berufstitel Hofrat verliehen.
Nach seinem Tod wurde Frisch am 29. März 1963 auf dem Baumgartner Friedhof (Gruppe C, Nummer 258) bestattet.

## Politik und Funktionen
Frisch wurde auf Grund seines politischen Engagements nach der Machtübernahme der Nationalsozialisten im KZ Dachau inhaftiert. Er war Stadtrat in der burgenländischen Stadtgemeinde Neusiedl am See und vom 1. Oktober 1945 bis zum 4. Jänner 1946 Landesrat im Provisorischen Landesausschuss des Burgenlandes (Burgenländischen Landesregierung), wobei er das Schulreferat betreute. Er vertrat die Österreichische Volkspartei zudem zwischen dem 19. Dezember 1945 und dem 18. März 1953 Abgeordneter zum Nationalrat und war danach vom 19. März 1953 bis zum 22. Juni 1956 Mitglied des Bundesrates, wobei er dort vom 1. Juli 1955 bis zum 31. Dezember 1955 den Vorsitz führte. Innerparteilich war er zudem als Mitglied der Landesparteileitung der ÖVP Burgenland aktiv.

## Auszeichnungen
- Großes Goldenes Ehrenzeichen für Verdienste um die Republik Österreich (1955)[3]